# 邁阿密縣 (堪薩斯州)
邁阿密县（英語：Miami County，簡稱MI）是位於美國堪薩斯州東部的一個縣，東鄰密蘇里州。面積1,528平方公里。根據美國2000年人口普查，共有人口28,351人。縣治佩奧拉 (Paola)。
成立於1855年8月25日。縣名來自邁阿密族。